# Семинол (Оклахома)
Семинол (енгл. Seminole) град је у америчкој савезној држави Оклахома.

## Демографија
По попису из 2010. године број становника је 7.488, што је 589 (8,5%) становника више него 2000. године.
| Група             | 2000.         | 2010.         |
| Белци             | 4.986 (72,3%) | 5.007 (66,9%) |
| Афроамериканци    | 274 (4,0%)    | 258 (3,4%)    |
| Азијати           | 22 (0,3%)     | 30 (0,4%)     |
| Хиспаноамериканци | 180 (2,6%)    | 350 (4,7%)    |
| Укупно            | 6.899         | 7.488         |